# Полидактилия
Полидактилията е вродена физическа аномалия при хората, изразяваща се в по-голям от нормалния брой пръсти на ръцете или краката. Допълнителните пръсти обикновено представляват малко парче мека тъкан, но понякога могат да имат и кости без стави. В редки случаи това са истински функциониращи пръсти. Често допълнителните израстъци се отстраняват оперативно още след раждането. Шестият пръст на ръката може да предизвика неудобство (например при избор на ръкавици), но в други случаи е предимство, като свиренето на пиано.